# Allée Duquesne
L'allée Duquesne est une voie de Nantes, en France. 

## Situation et accès
Il s'agit en réalité d'un ancien quai, du Centre-ville de Nantes, qui bordait la rive gauche du cours de l'Erdre et qui, après avoir été comblée donna naissance au cours des 50-Otages.
L'allée Duquesne, qui se situe dans secteur piétonnier, forme une partie du cours des 50-Otages qui la longe sur son côté ouest, et sert de nos jours de référence aux adresses postales des immeubles bordant celui-ci. Elle relie la place de l'Écluse à la rue Armand-Brossard. Prolongée au sud par l'allée Penthièvre, elle l'est au nord par l'allée d'Erdre. Elle est rejointe, sur son côté est, par la rue du Marais, la rue de l'Hôtel-de-Ville et la place des Petits-Murs.

## Origine du nom
Elle rend honneur à Abraham Duquesne (1610-1688), l'un des grands officiers de la marine de guerre française du XVIIe siècle, qui fut par ailleurs baron d'Indret.

## Historique
Au moment de la construction de l'enceinte gallo-romaine entourant la cité des Namnètes, le lit de l'Erdre est plus large qu'actuellement. La zone correspondant aux anciens quais est alors dans le lit marécageux de la rivière (d'où son ancien nom de « quai du Marais »). La canalisation de l'Erdre au XVIIIe siècle, contribuera à assainir le secteur, où des habitations ne tarderont pas à être construites.
Avant le comblement de l'Erdre, deux franchissements permettait d'accéder depuis le quai à la rive opposé de la rivière : le « pont de l'Hôtel de Ville », dans sa partie centrale ; le « pont de l'Écluse », à l'extrémité Sud. Ceux-ci furent détruits lors de ces travaux qui durèrent 1929 à 1945. Le quai est alors transformé en allée permettant de desservir les habitations riveraines, séparés du cours des 50-Otages par une rangée d'arbres. Elle sert toujours de références aux adresses postales des immeubles longeant le cours.
La voie est d'abord dénommée « quai Helvétius », puis « quai du Marais », avant de prendre son nom actuel.
Des années 1960 jusqu'au années 1980, le no 3 allée Duquesne était en partie occupée par la gare centrale de la Compagnie de transport Drouin Frères (communément appelée « les cars Drouin ») et faisait office de « gare routière Nord » (la « gare routière Sud » étant celle de l'allée de la Maison-Rouge - dite « gare Baco »).

## Bâtiments remarquables et lieux de mémoire

L'hôtel La Pérouse

- no 3 : l'hôtel La Pérouse, établissement hôtelier contemporain construit au début des années 1990.